# Dieselgemaal Van der Breggen
Het (voormalig) dieselgemaal Van der Breggen was een gemaal in de Nederlandse gemeente Waddinxveen. Het gemaal stamt uit 1934. Het dieselgemaal verving het stoomgemaal Van der Breggen uit 1876.
Het dieselgemaal Van der Breggen was een van de gemalen die de Zuidplaspolder droog moesten houden. Met de aanleg van het Gouwe-aquaduct werd in 1976 de functie overgenomen door gemaal Zuidplas en was het gemaal niet meer nodig.
Het pand kreeg vervolgens, onder de naam 't Gemaal, de functie van clubhuis ten behoeve van jongerenwerk.
In 2024 is het pand verkocht aan de stichting Jongerenwerk 't Gemaal.
Het gemaal zelf is vernoemd naar Jacobus van der Breggen, een Waddinxvener die onder andere de eerste kaasfabriek van Nederland stichtte, Eerste Kamerlid was en meerdere boerderijen in Waddinxveen bezat.
Gezien de historische betekenis van het pand wordt deze aangemerkt als gemeentelijk monument.

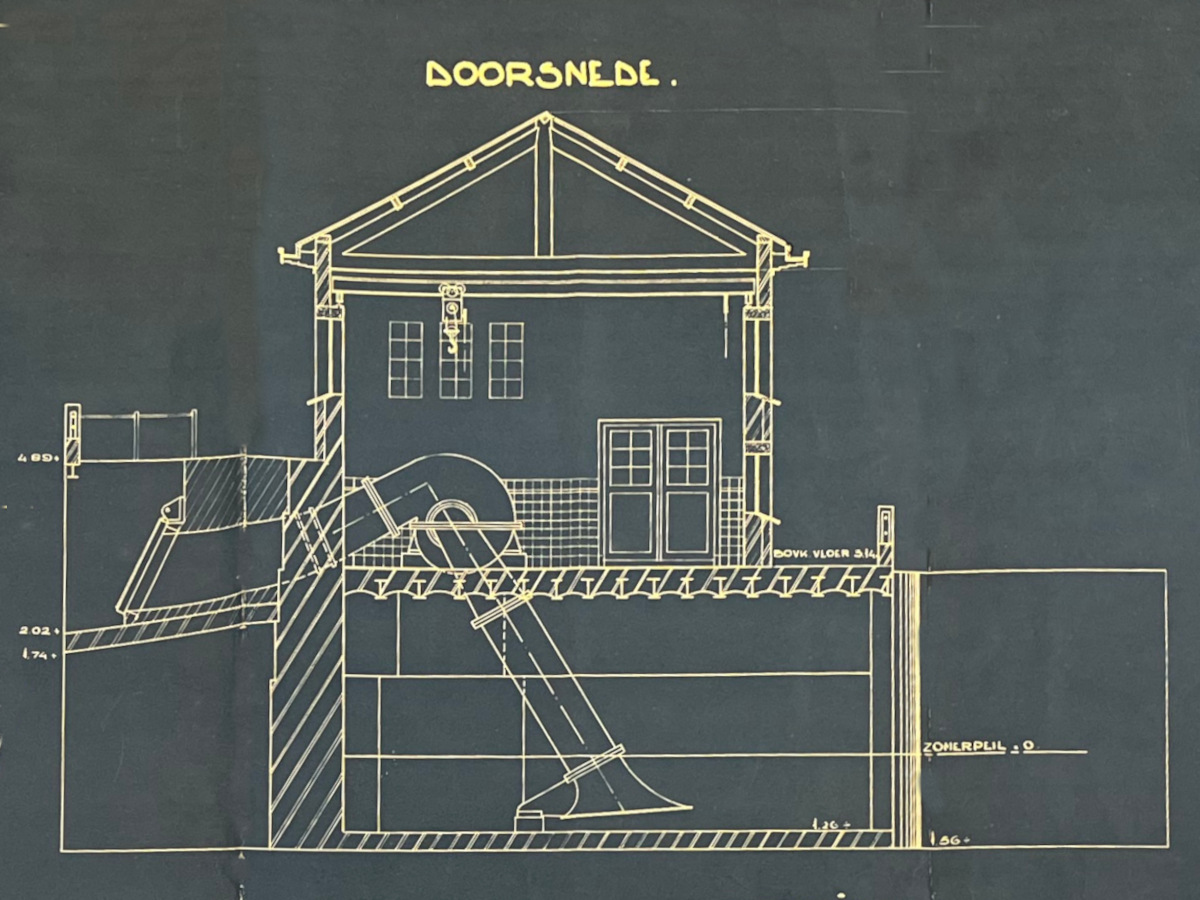
Dwarsdoorsnede van het dieselgemaal

## Geschiedenis
Het dieselgemaal Van der Breggen is in 1934 gebouwd door NV Machinefabriek Gebr. Stork & Co te Hengelo. Het gemaal is de complete vernieuwing van het stoomgemaal Van der Breggen uit 1876, dat in de buurt stond van het nieuwe gemaal.
De nieuwe installatie bestond uit twee Stork-centrifugaalpompen, elk met een capaciteit van 85 m³ water per minuut bij 4,5 meter opvoerhoogte. De pompen werden samen aangedreven door een Stork-Hesselman dieselmotor van 26 pk.
In 1940 was vanwege de Duitse bezetting een tekort ontstaan aan dieselolie. Om te voorkomen dat het gemaal stil zou vallen, besloten de ingelanden van de Zuidplaspolder om het gemaal te voorzien van een gasgenerator. Met een gasgenerator kon uit steenkool gas geproduceerd worden. Dit gas was een alternatief voor dieselolie. NV Machinefabriek Stork was de leverancier van de gasgenerator.
Om een en ander te realiseren werd 1941 een aanbouw geplaatst naast het bestaande machinegebouw. In de aanbouw werd de gasgenerator geplaatst met de bijbehorende reinigers, koelwaterpompen en ventilatoren.
Verder was er in de aanbouw ruimte voor opslag van steenkool. De ombouw en aanpassingen kostten ongeveer 13.000 gulden.
In 1977 is het gemaal overbodig geworden. Aan de verlengde Kanaaldijk is het nieuwe gemaal Zuidplas is neergezet, een gevolg van de aanleg van het Gouwe-aquaduct. De gemeente heeft het gemaal van het hoogheemraadschap Schieland aangekocht.
In 1979 heeft de gemeente het pand onder de naam 't Gemaal aangeboden als onderkomen voor 'lastige jongeren', als reactie op vechtpartijen in een ander pand. Vanaf dat moment groeide 't Gemaal uit tot een ontmoetingsplek voor jongeren, waar zij leuke avonden en middagen konden doorbrengen zonder overlast te veroorzaken.
In 2024 werd het clubhuis verkocht aan Stichting Jongerenwerk't Gemaal voor 63.000 euro. De Stichting Jongerenwerk was de enige gegadigde voor de aankoop van dit historisch belangrijke pand voor Waddinxveen, dat ook wordt aangemerkt als gemeentelijk monument.